# Venustatrochus
Venustatrochus là một chi ốc biển, là động vật thân mềm chân bụng sống ở biển trong họ Trochidae, họ ốc đụn.

## Các loài
Các loài trong chi Venustatrochus gồm có:
- Venustatrochus atlantis B. A. Marshall, 2016
- Venustatrochus eclectus B. A. Marshall, 2016
- Venustatrochus galateae B. A. Marshall, 2016
- Venustatrochus georgianus A. W. B. Powell, 1951
- Venustatrochus malaita Vilvens, 2009
- Venustatrochus secundus Powell, 1958[2]
- Venustatrochus youngi B. A. Marshall, 2016